# Flabber
Flabber was een weblog in Nederland met tienduizenden bezoekers per dag.

## Geschiedenis
Flabber werd gestart in 2002 onder de naam "Get totally flabbergasted Weblog". Dit weblog werd soms dagenlang niet bijgewerkt, maar bleef wel bestaan. In 2003 begon Flabber aan populariteit te winnen en kreeg het zijn eigen domeinnaam.
Flabber groeide langzaamaan uit tot een bedrijf, waarbij de inkomsten grotendeels uit advertenties voortkwamen.
2008 was een jaar van verandering voor Flabber. De klassieke stijl van een weblog, waarbij men het internet afstruint op zoek naar leuke video's, games en andersoortig vermaak was niet meer onderscheidend genoeg. Flabber legde daarom een sterke focus op het ontwikkelen, produceren en publiceren van eigen content. In eerste instantie uitte zich dit vooral in de videoserie 'Buitenbeeld', waarbij een cameraman eropuit werd gestuurd om te graven in cultuur, festiviteiten en de mensen achter een bevolkingsgroep.
Begin 2019 leek het weblog gestopt te zijn na een lange periode waarin geen nieuwe artikelen gepubliceerd werden. Dit vermoeden werd versterkt door de titel van het 'laatste' artikel "Flabbers Feiten Fetisj: The End". Een paar weken later bleek Flabber toch niet gestopt. Er verscheen weer nieuwe content.
Sinds de eerste week van september 2019 is de URL van Flabber.nl niet meer bereikbaar, en opnieuw leek het er op dat Flabber gestopt was. Desondanks verschenen er op Facebook nog wel posts. Anno 2025 is deze activiteit ook gestopt, en lijkt er definitief een einde aan Flabber te zijn gekomen.

## Meer dan een weblog
Rond Flabber vormde zich een community, die de aanleiding vormde nieuwe onderdelen aan het weblog toe te voegen, zoals een discussieforum, een profielensite en het zogeheten Sterkebak, waarin allerlei schrijfsels werden geplaatst.
Vooral de forumbezoekers vormden een community, omdat het forum veel bezocht werd en allerhande informatie bevatte.
Flabber had ooit een eigen magazine waarop mensen zich konden abonneren. Dit magazine werd maandelijks via e-mail verstuurd naar de abonnees. Flabber bood ook de mogelijkheid om te chatten. Flabber magazine was een online magazine dat maandelijks naar meer 12.000 mensen werd verstuurd. Het magazine was samen met Sterkebak de literaire kant van flabber. Sterkebak was een site waar verhalen, columns en poëzie door vaste schrijvers en gastschrijvers werden geplaatst.
Eind 2008 begon Flabber met het plaatsen van video's die afkomstig zijn van Grappenfabriek.nl en introduceerde Britt die elke week een item maakte voor Verveling Bestaat Niet waarbij het team van Flabber een onderwerp op het web bracht. Er was ook een rubriek 'Achter de Schermen' waar bijvoorbeeld videomateriaal te zien was vanuit het Flabber-kantoor te Amsterdam.

## Mobiele site
In september 2009 lanceerde Flabber de mobiele website flabber.mobi.